# José de Oliveira Costa
José de Oliveira Costa (Aveiro, Esgueira, Mataduços, 30 de agosto de 1935 — Lisboa, 9 de março de 2020) foi um economista, político e banqueiro português.

## Biografia
Iniciou a sua vida profissional como empregado de escritório na empresa de madeiras Bóia & Irmão, no concelho de Aveiro, ao mesmo tempo que prosseguiu os estudos na Faculdade de Economia da Universidade do Porto.
Terminada a licenciatura em Economia, Oliveira Costa foi admitido na Companhia Portuguesa de Celulose, onde exerceu funções até concorrer para o Banco de Portugal, cujos quadros integrou até 1991.
Militante do Partido Social Democrata, foi presidente da Comissão Política Distrital de Aveiro e eleito deputado à Assembleia da República, nas legislativas de 1987. Contudo, não chegou a assumir o cargo, em virtude da sua nomeação como secretário de Estado dos Assuntos Fiscais do X Governo Constitucional, chefiado por Aníbal Cavaco Silva e sendo ministro das Finanças Miguel Cadilhe. Enquanto exercia as funções de secretário de Estado dos Assuntos Fiscais, o jornal O Independente noticiou que Oliveira Costa havia perdoado, enquanto secretário de Estado, o pagamento de impostos à Cerâmica Campos, no âmbito de uma teia de favorecimentos da estrutura distrital de Aveiro do PSD. Oliveira Costa negou todos os factos e mandou abrir uma investigação à direção de Finanças de Aveiro, cujo diretor negou qualquer favorecimento e referiu estar a ser vítima de uma perseguição de Oliveira Costa enquanto secretário de Estado. O caso não teve repercussão judicial.
Quando saiu do Governo, em 1991, foi indicado para representar Portugal no Banco Europeu de Investimentos. De novo em Portugal, em 1994, regressou ao setor privado, assumindo a presidência do Conselho de Administração do Finibanco.
Ao fim de quatro anos, no ano de 1998, saiu do Finibanco para assumir o cargo de presidente Banco Português de Negócios. Nesta instituição, fundada em 1993 e que em 1997 perdera o seu maior acionista, Américo Amorim, Oliveira e Costa começou por implementar uma estratégia de investimento em diversos setores de atividade, como a indústria dos cimentos e dos polímeros. Em 2002 o BPN comprou o Banco Efisa e a corretora Fincor. Adquiriu igualmente o Banco Insular, de Cabo Verde (sem comunicar a sua aquisição ao Banco de Portugal). Um ano depois, em 2003, inicia operações no Brasil: em 2005, 20% do BPN Brasil é adquirido pelo Banco Africano de Investimento, uma instituição privada angolana; dois anos mais tarde, em 2007, o Banco de Portugal solicita ao grupo Sociedade Lusa de Negócios/BPN a clarificação da sua composição acionista e a separação entre a sua área financeira (BPN e Real Seguros) e não financeira (SLN Investimentos e Plêiade e Partinvest).
Em 2008 Oliveira Costa foi detido por suspeitas de burla, fraude fiscal e branqueamento de capitais, no âmbito das alegadas irregularidades que levaram ao colapso e à nacionalização do BPN. Em julho de 2009, foi-lhe decretada a medida de coação de prisão domiciliária com pulseira eletrónica e ficou em liberdade condicional em novembro de 2010.
Em maio de 2015, a Comissão do Mercado de Valores Mobiliários condenou Oliveira Costa ao pagamento de cem mil euros, por violação, a título doloso, do dever de prestar informação devida aos clientes do banco, entre outras infrações.
Em maio de 2017 Oliveira Costa foi condenado a catorze anos de prisão por abuso de confiança, burla qualificada, falsificação de documentos, infidelidade, aquisição ilícita de ações e de fraude fiscal no âmbito do processo do caso BPN.
Em 16 de novembro de 2018, Oliveira e Costa foi condenado a mais um ano de cadeia, a juntar aos 14 anteriormente aplicados, por abuso de confiança, depois de o tribunal se ter esquecido de fixar a pena. O coletivo de juízes do Juízo Central Criminal de Lisboa, presidido por Luís Ribeiro, reformulou o acórdão do caso principal do BPN, atribuindo quatro anos de prisão a Oliveira e Costa por abuso de confiança, estipulando, no final, uma pena única de 15 anos de cadeia para o ex-presidente do banco.
Em outubro de 2019, Oliveira e Costa foi condenado a três anos de prisão pelo crime de fraude fiscal, anteriormente declarado prescrito, mas manteve a pena única de 15 anos a que já estava condenado.
Morreu em prisão domiciliária - situação em que se encontrava devido à sua avançada idade -, no dia 9 de março de 2020, aos 84 anos.